# Gran Premio motociclistico della Comunità Valenciana 2001
Il Gran Premio motociclistico della Comunità Valenciana 2001 corso il 23 settembre, è stato il dodicesimo Gran Premio della stagione 2001 e ha visto vincere la Suzuki di Sete Gibernau nella classe 500, Daijirō Katō nella classe 250 e Manuel Poggiali nella classe 125.
La gara della classe 250 è stata interrotta dopo 9 giri a causa della pioggia. La gara è ripartita per 18 giri, con la griglia di partenza determinata dall'ordine d'arrivo della prima parte di gara. La somma dei tempi delle due parti ha determinato la classifica finale.

## Classe 500

### Arrivati al traguardo
| Pos | Nº | Pilota                   | Squadra                    | Motocicletta | Giri | Tempo     | Griglia | Punti |
| --- | -- | ------------------------ | -------------------------- | ------------ | ---- | --------- | ------- | ----- |
| 1   | 15 | Sete Gibernau            | Telefonica Movistar Suzuki | Suzuki       | 30   | 54:39.391 | 12      | 25    |
| 2   | 4  | Alex Barros              | West Honda Pons            | Honda        | 30   | +0.293    | 11      | 20    |
| 3   | 1  | Kenny Roberts Jr         | Telefonica Movistar Suzuki | Suzuki       | 30   | +1.241    | 7       | 16    |
| 4   | 7  | Carlos Checa             | Marlboro Yamaha            | Yamaha       | 30   | +7.052    | 8       | 13    |
| 5   | 19 | Olivier Jacque           | Gauloises Yamaha Tech 3    | Yamaha       | 30   | +29.809   | 14      | 11    |
| 6   | 11 | Tōru Ukawa               | Repsol YPF Honda           | Honda        | 30   | +29.863   | 10      | 10    |
| 7   | 56 | Shin'ya Nakano           | Gauloises Yamaha Tech 3    | Yamaha       | 30   | +31.093   | 3       | 9     |
| 8   | 6  | Norick Abe               | Antena 3 Yamaha-d'Antin    | Yamaha       | 30   | +31.609   | 13      | 8     |
| 9   | 17 | Jurgen van den Goorbergh | Proton TEAM KR             | Proton KR    | 30   | +32.783   | 9       | 7     |
| 10  | 3  | Max Biaggi               | Marlboro Yamaha            | Yamaha       | 30   | +37.774   | 1       | 6     |
| 11  | 46 | Valentino Rossi          | Nastro Azzurro Honda       | Honda        | 30   | +40.512   | 2       | 5     |
| 12  | 5  | Garry McCoy              | Red Bull Yamaha WCM        | Yamaha       | 30   | +1:36.743 | 5       | 4     |
| 13  | 14 | Anthony West             | Dee Cee Jeans Racing       | Honda        | 29   | +1 giro   | 18      | 3     |
| 14  | 16 | Johan Stigefelt          | Sabre Sport                | Sabre V4     | 29   | +1 giro   | 21      | 2     |
| 15  | 21 | Barry Veneman            | Dee Cee Jeans Racing       | Honda        | 28   | +2 giri   | 20      | 1     |
| 16  | 9  | Leon Haslam              | Shell Advance Honda        | Honda        | 28   | +2 giri   | 19      |       |
| 17  | 10 | José Luis Cardoso        | Antena 3 Yamaha-d'Antin    | Yamaha       | 26   | +4 giri   | 16      |       |

### Ritirati
| Nº | Pilota          | Squadra              | Motocicletta | Giri | Griglia |
| -- | --------------- | -------------------- | ------------ | ---- | ------- |
| 18 | Brendan Clarke  | Shell Advance Honda  | Honda        | 14   | 22      |
| 28 | Àlex Crivillé   | Repsol YPF Honda     | Honda        | 7    | 6       |
| 41 | Noriyuki Haga   | Red Bull Yamaha WCM  | Yamaha       | 1    | 15      |
| 12 | Haruchika Aoki  | Arie Molenaar Racing | Honda        | 0    | 17      |
| 65 | Loris Capirossi | West Honda Pons      | Honda        | 0    | 4       |

### Non qualificato
| Nº | Pilota     | Squadra             | Motocicletta |
| -- | ---------- | ------------------- | ------------ |
| 37 | Miguel Tey | By Queroseno Racing | Honda        |

## Classe 250

### Arrivati al traguardo
| Pos | Nº | Pilota             | Squadra                     | Motocicletta | Giri | Tempo     | Griglia | Punti |
| --- | -- | ------------------ | --------------------------- | ------------ | ---- | --------- | ------- | ----- |
| 1   | 74 | Daijirō Katō       | Telefonica Movistar Honda   | Honda        | 27   | 44:01.853 | 5       | 25    |
| 2   | 31 | Tetsuya Harada     | MS Aprilia Racing           | Aprilia      | 27   | +4.943    | 4       | 20    |
| 3   | 10 | Fonsi Nieto        | Valencia Circuit Aspar      | Aprilia      | 27   | +12.371   | 1       | 16    |
| 4   | 7  | Emilio Alzamora    | Telefonica Movistar Honda   | Honda        | 27   | +14.972   | 9       | 13    |
| 5   | 99 | Jeremy McWilliams  | MS Aprilia Racing           | Aprilia      | 27   | +21.045   | 7       | 11    |
| 6   | 8  | Naoki Matsudo      | Petronas Sprinta Yamaha TVK | Yamaha       | 27   | +25.817   | 8       | 10    |
| 7   | 15 | Roberto Locatelli  | MS Eros Ramazzotti Racing   | Aprilia      | 27   | +26.623   | 3       | 9     |
| 8   | 44 | Roberto Rolfo      | Safilo Oxydo Race           | Aprilia      | 27   | +26.776   | 10      | 8     |
| 9   | 6  | Alex Debón         | Valencia Circuit Aspar      | Aprilia      | 27   | +35.372   | 2       | 7     |
| 10  | 81 | Randy de Puniet    | Equipe de France - Scrab GP | Aprilia      | 27   | +46.273   | 14      | 6     |
| 11  | 42 | David Checa        | Team Fomma                  | Honda        | 27   | +47.766   | 8       | 5     |
| 12  | 18 | Shahrol Yuzy       | Petronas Sprinta Yamaha TVK | Yamaha       | 27   | +47.887   | 19      | 4     |
| 13  | 9  | Sebastián Porto    | Dark Dog Yamaha Kurz        | Yamaha       | 27   | +49.132   | 18      | 3     |
| 14  | 21 | Franco Battaini    | MS Eros Ramazzotti Racing   | Aprilia      | 27   | +51.582   | 11      | 2     |
| 15  | 22 | David de Gea       | Antena 3 Yamaha-d'Antin     | Yamaha       | 27   | +52.052   | 16      | 1     |
| 16  | 50 | Sylvain Guintoli   | Equipe de France - Scrab GP | Aprilia      | 27   | +53.057   | 15      |       |
| 17  | 46 | Tarō Sekiguchi     | Edo Racing                  | Yamaha       | 27   | +53.108   | 21      |       |
| 18  | 20 | Jerónimo Vidal     | PR2 Metrored                | Aprilia      | 27   | +1:17.203 | 24      |       |
| 19  | 11 | Riccardo Chiarello | Aprilia Grand Prix          | Aprilia      | 27   | +1:42.393 | 22      |       |
| 20  | 38 | Álvaro Molina      | Kolmer Racing               | Yamaha       | 27   | +1:53.681 | 27      |       |
| 21  | 23 | Cesar Barros       | Dark Dog Yamaha Kurz        | Yamaha       | 27   | +2:07.720 | 28      |       |
| 22  | 16 | David Tomás        | By Queroseno Racing         | Honda        | 27   | +2:12.659 | 23      |       |
| 23  | 45 | Stuart Edwards     | Fujitsu Siemens             | Yamaha       | 27   | +2:14.370 | 30      |       |
| 24  | 14 | Katja Poensgen     | Shell Advance Honda         | Honda        | 27   | +2:23.258 | 29      |       |

### Ritirati
| Nº | Pilota          | Squadra                 | Motocicletta | Giri | Griglia |
| -- | --------------- | ----------------------- | ------------ | ---- | ------- |
| 36 | Luis Costa      | Antena 3 Yamaha-d'Antin | Yamaha       | 19   | 26      |
| 66 | Alex Hofmann    | Racing Factory          | Aprilia      | 16   | 12      |
| 37 | Luca Boscoscuro | Campetella Racing       | Aprilia      | 13   | 20      |
| 83 | Gábor Rizmayer  | Biro Racing             | Honda        | 9    | 31      |
| 57 | Lorenzo Lanzi   | Campetella Racing       | Aprilia      | 6    | 17      |
| 24 | Jason Vincent   | QUB Team Optimum        | Yamaha       | 5    | 25      |
| 5  | Marco Melandri  | MS Aprilia Racing       | Aprilia      | 3    | 6       |

### Non qualificati
| Nº | Pilota         | Squadra           | Motocicletta |
| -- | -------------- | ----------------- | ------------ |
| 41 | Damaso Nacher  | PR2 - Damas       | Honda        |
| 43 | Isaac Martín   | Construcciones CM | Honda        |
| 72 | Michael García | PS Racing         | Aprilia      |
| 12 | Klaus Nöhles   | MS Aprilia Racing | Aprilia      |

## Classe 125

### Arrivati al traguardo
| Pos | Nº | Pilota               | Squadra                  | Motocicletta | Giri | Tempo     | Griglia | Punti |
| --- | -- | -------------------- | ------------------------ | ------------ | ---- | --------- | ------- | ----- |
| 1   | 54 | Manuel Poggiali      | Gilera Racing            | Gilera       | 25   | 42:45.422 | 12      | 25    |
| 2   | 24 | Toni Elías           | Telefonica Movistar jnr  | Honda        | 25   | +0.022    | 1       | 20    |
| 3   | 26 | Daniel Pedrosa       | Telefonica Movistar jnr  | Honda        | 25   | +0.263    | 8       | 16    |
| 4   | 41 | Yōichi Ui            | L & M Derbi              | Derbi        | 25   | +0.305    | 10      | 13    |
| 5   | 23 | Gino Borsoi          | LAE - UGT 3000           | Aprilia      | 25   | +0.561    | 6       | 11    |
| 6   | 16 | Simone Sanna         | Safilo Oxydo Race        | Aprilia      | 25   | +0.586    | 2       | 10    |
| 7   | 17 | Steve Jenkner        | LAE - UGT 3000           | Aprilia      | 25   | +0.654    | 5       | 9     |
| 8   | 9  | Lucio Cecchinello    | MS Aprilia LCR           | Aprilia      | 25   | +1.596    | 3       | 8     |
| 9   | 11 | Max Sabbatani        | Bossini Fontana Racing   | Aprilia      | 25   | +2.005    | 4       | 7     |
| 10  | 25 | Joan Olivé           | Telefonica Movistar jnr  | Honda        | 25   | +2.078    | 9       | 6     |
| 11  | 28 | Gábor Talmácsi       | Racing Service           | Honda        | 25   | +15.746   | 11      | 5     |
| 12  | 7  | Stefano Perugini     | Italjet Racing           | Italjet      | 25   | +17.225   | 29      | 4     |
| 13  | 6  | Mirko Giansanti      | Axo Racing               | Honda        | 25   | +17.369   | 18      | 3     |
| 14  | 22 | Pablo Nieto          | L & M Derbi              | Derbi        | 25   | +17.456   | 14      | 2     |
| 15  | 31 | Ángel Rodríguez      | Valencia Circuit Aspar   | Aprilia      | 25   | +17.709   | 19      | 1     |
| 16  | 29 | Ángel Nieto Jr       | Viceroy Team             | Honda        | 25   | +18.686   | 15      |       |
| 17  | 34 | Eric Bataille        | Axo Racing               | Honda        | 25   | +20.387   | 13      |       |
| 18  | 21 | Arnaud Vincent       | Team Fomma               | Honda        | 25   | +20.537   | 16      |       |
| 19  | 20 | Gaspare Caffiero     | Bossini Fontana Racing   | Aprilia      | 25   | +21.800   | 28      |       |
| 20  | 19 | Alessandro Brannetti | Team Crae                | Aprilia      | 25   | +24.857   | 24      |       |
| 21  | 18 | Jakub Smrž           | Budweiser Budvar Hanusch | Honda        | 25   | +24.946   | 23      |       |
| 22  | 8  | Gianluigi Scalvini   | Italjet Racing           | Italjet      | 25   | +38.255   | 22      |       |
| 23  | 4  | Masao Azuma          | Liegeois Competition     | Honda        | 25   | +38.692   | 20      |       |
| 24  | 77 | Adrián Araujo        | Liegeois Competition     | Honda        | 25   | +42.858   | 34      |       |
| 25  | 12 | Raúl Jara            | MS Aprilia LCR           | Aprilia      | 25   | +43.450   | 26      |       |
| 26  | 30 | Jascha Buch          | PEV-Spalt-ADAC Sachsen   | Honda        | 25   | +1:01.078 | 30      |       |

### Ritirati
| Nº | Pilota             | Squadra             | Motocicletta | Giri | Griglia |
| -- | ------------------ | ------------------- | ------------ | ---- | ------- |
| 15 | Alex De Angelis    | Matteoni Racing     | Honda        | 24   | 21      |
| 44 | Héctor Faubel      | CC Valencia Aspar   | Aprilia      | 18   | 17      |
| 39 | Jaroslav Huleš     | Matteoni Racing     | Honda        | 14   | 25      |
| 45 | Javier Forés       | CC Valencia Aspar   | Aprilia      | 14   | 27      |
| 75 | Fabrizio Lai       | Engines Engineering | Rieju        | 11   | 31      |
| 5  | Noboru Ueda        | FCC-TSR             | TSR-Honda    | 7    | 7       |
| 37 | William De Angelis | Racing Service      | Honda        | 6    | 33      |
| 82 | Mika Kallio        | Red Devil Honda     | Honda        | 4    | 32      |